# Arbúcies
Arbúcies is een gemeente in de Spaanse provincie Girona in de regio Catalonië met een oppervlakte van 86 km². Arbúcies telt 6.380 inwoners (1 januari 2016).

## Demografische ontwikkeling
Bron: INE, 1857-2011: volkstellingen
Opm.: In 1857 werd de gemeente Joanet aangehecht

## Geboren in Arbúcies
- Keita Baldé Diao (1995), Senegalees-Spaans voetballer

## Galerij

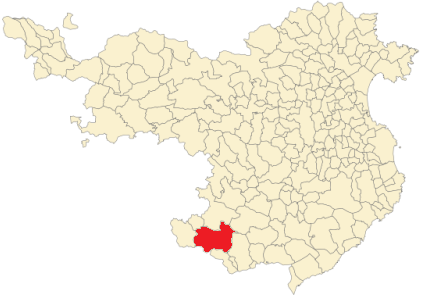
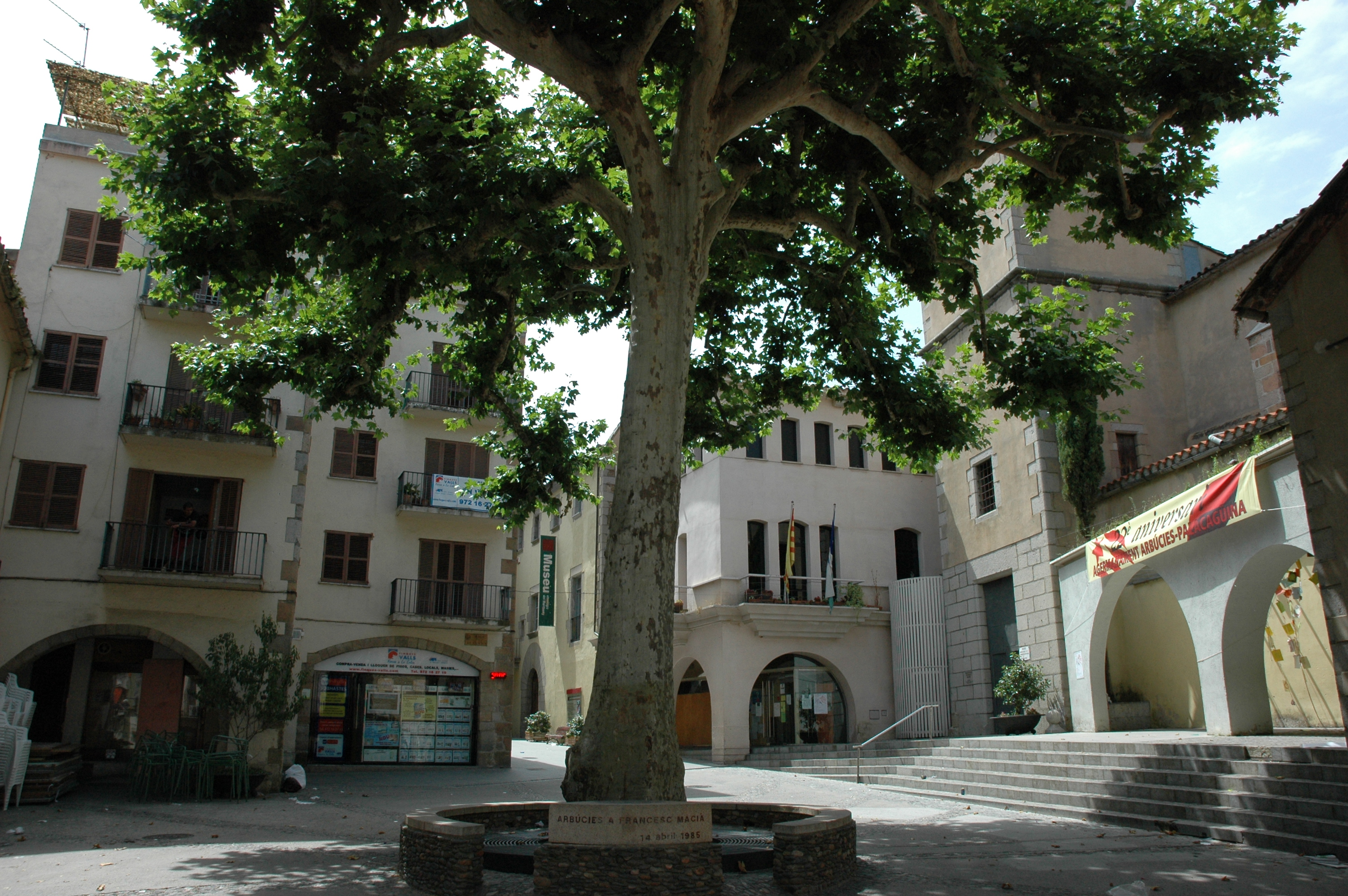
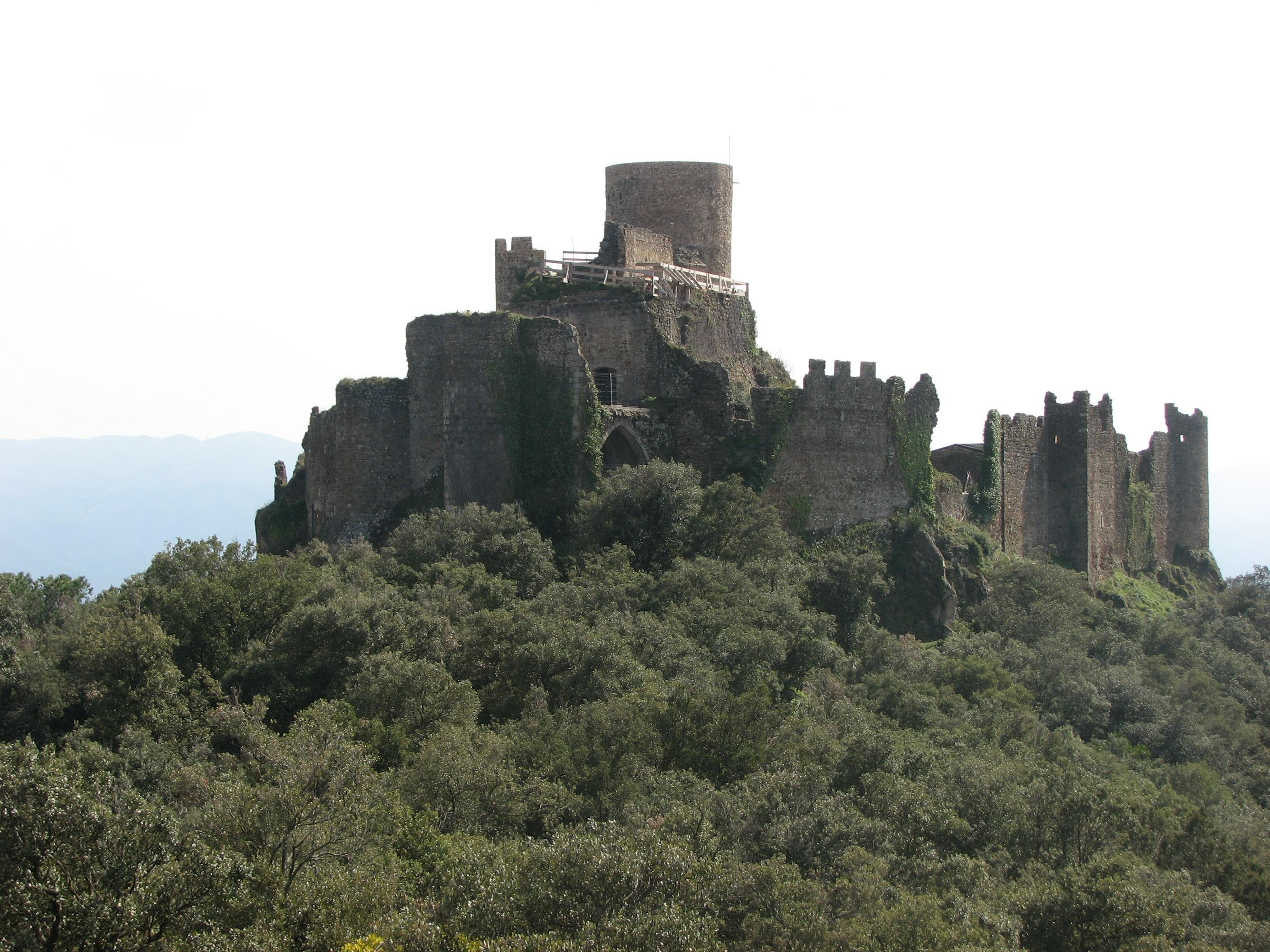
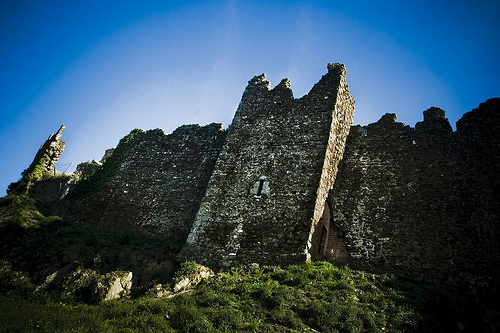
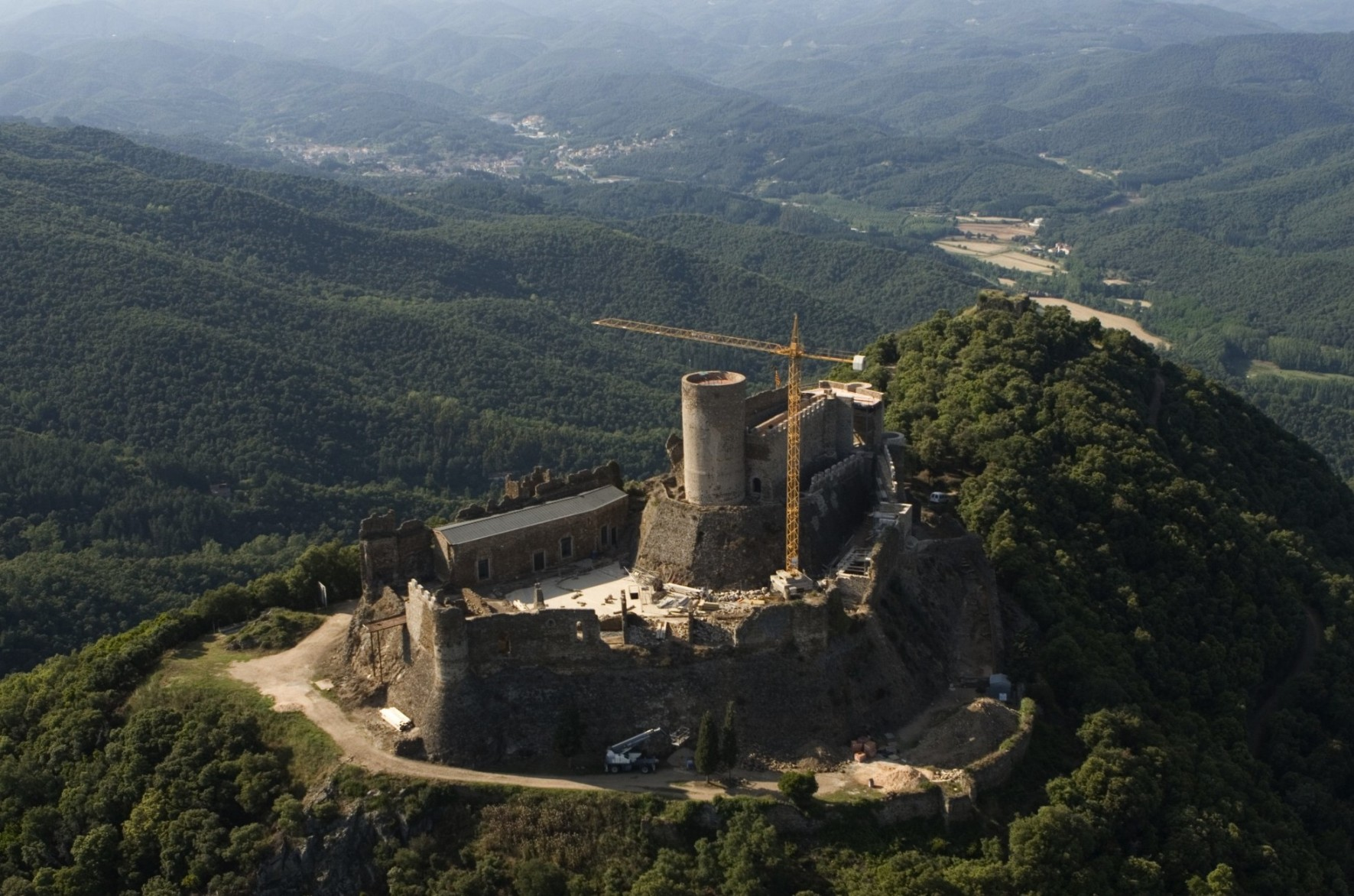

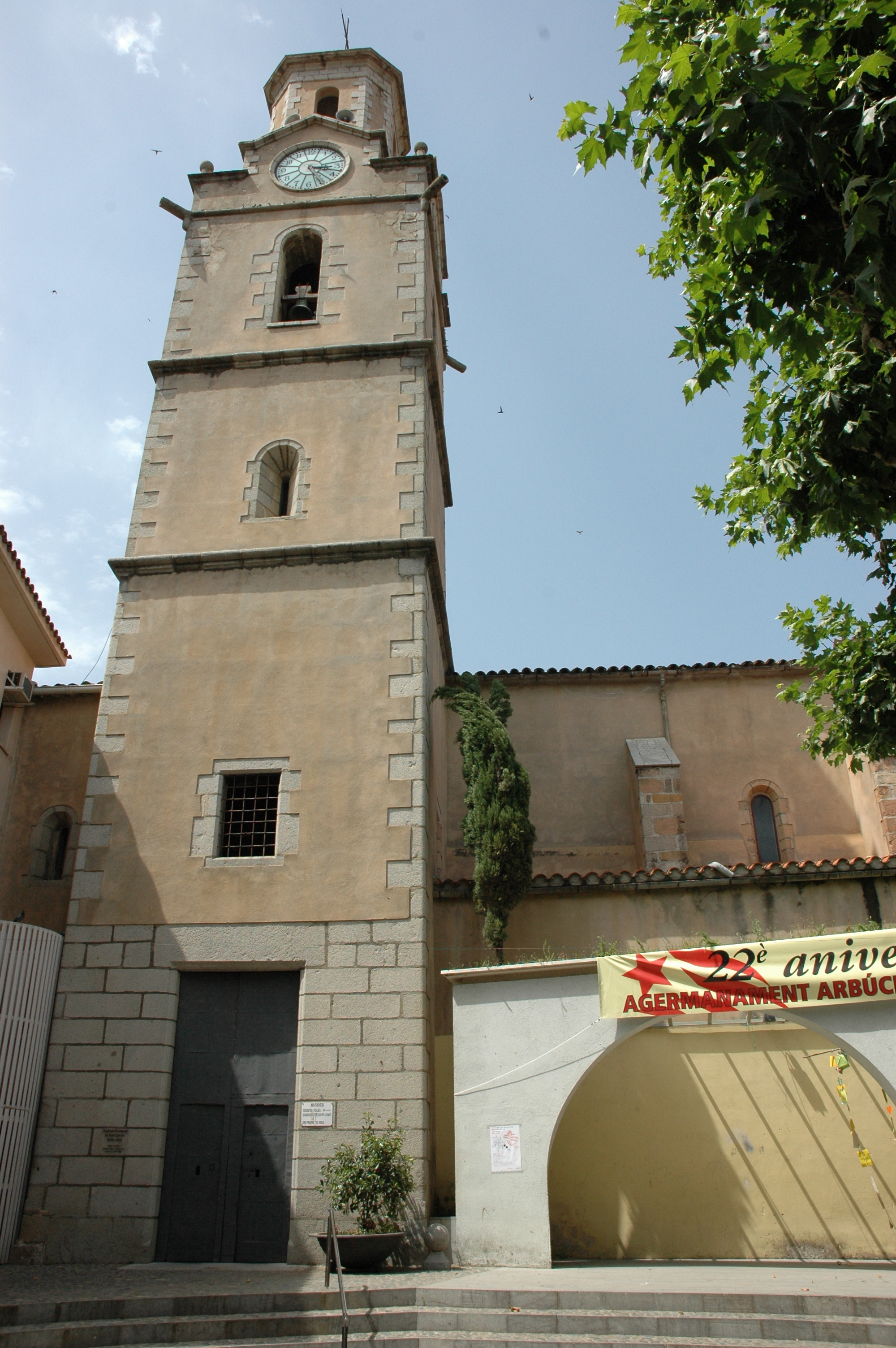